# Dirophanes callopus
Dirophanes callopus là một loài tò vò trong họ Ichneumonidae.